# 九州男 LIVE TOUR 2011〜オイドンバンヤロ!?バンドでさとみがY脚ダンス〜
『九州男 LIVE TOUR 2011〜オイドンバンヤロ!?バンドでさとみがY脚ダンス〜』（くすお ライブツアー2011〜オイドンバンヤロ!?バンドでさとみがワイきゃくダンス〜）は、九州男の2枚目のライブDVDである。

## 概要
- 前作から約2年6ヵ月ぶりのライブDVDである。
- 『九州男 LIVE TOUR 2011〜オイドンバンヤロ!?バンドでさとみがY脚ダンス〜』からZepp Tokyoで行われたツアーファイナル東京公演の模様を収録。
- 初回限定盤には5周年記念スペシャルタオルが付属される。

## 収録会場
Zepp Tokyo

## 収録映像曲

### DISC-1
1. Intro
2. try again
3. a who dat?
4. New Birthday
5. Come In Now!
6. Happy Drive
7. ONE
8. ONE LIFE
9. 夢宙飛行士
10. 大都会
11. music♪
12. 地球の歩き方
13. 少年⇐帰来〜my mother earth〜
14. いないいないばあ
15. Brand New Days〜ショートムービー
16. アフター5
17. 9island医院〜ショートムービー
18. サイレントラブ
19. 時が経てば素敵な物語
20. 雲の上の君え(prologue)
21. 想色コーディネート

### DISC-2
1. SKYWAY☆
2. 桜道
3. 父親
4. 1/6000000000 feat. C&K
5. ありがとうの詩
6. 少年⇔未来〜映画のようなメモリー〜